# Lenora de Barros
Lenora de Barros (São Paulo, 6 de noviembre de 1953) es una poetisa y artista plástica brasileña. Estudió lingüística en la Facultad de Filosofía, Letras y Ciencias Humanas de la Universidad de São Paulo.

## Poemas visuales
Durante la decimoséptima edición de la Bienal de São Paulo expuso por primera vez unos videos con texto a los que llamó poemas visuales, convirtiéndose en una característica de su obra.